# De Groot
De Groot en Groot (Latijn: Grotius) zijn Nederlandse achternamen.

## Oorsprong
De achternaam hoort bij de familie van de patroniemen waarbij de naam is afgeleid van een eigenschap van de vader. In dit geval werd niet naar de karaktereigenschap zoals sluwheid (De Vos), maar naar een uiterlijk kenmerk, de (lichaams)lengte gekeken.

### De Groot (geslacht)
- De Groot (adellijk geslacht);
- De Groot (patriciërsgeslacht);

### De Groot (persoon)
- Adriaan de Groot, (1915-2006) een Nederlands psycholoog;
- Adriana de Groot (1895-1987), bekend onder de naam Jeanne Lampl-de Groot, een van Nederlands meest vooraanstaande psychoanalytici;
- Ans de Groot, kunstenares, won de Vakprijs van de Delftse Salon 2006;
- Boudewijn de Groot, zanger;
  - Jim de Groot, acteur en artiest;
  - Marcel de Groot, zanger;
- Bram de Groot, profwielrenner;
- Cor de Groot (1914–1993), Nederlands componist;
- Cor de Groot (1920), wielrenner;
- Cornelius Johannes de Groot, ingenieur;
- Daan de Groot, wielrenner;
- Dineke de Groot, president van de Hoge Raad der Nederlanden
- Dirk de Groot, predikant;
- Dirk de Groot, voetballer;
- Donny de Groot, voetballer;
- Etienne de Groot, rechter in het Belgisch Arbitragehof, voormalig politicus voor de PVV;
- Ferry de Groot, technicus Dik Voormekaar Show bij Radio Noordzee, later bij de NCRV en weer later bij de TROS;
- Frederik de Groot, acteur in onder andere Bureau Kruislaan en Unit 13;
- Genio de Groot, acteur;
- Gerard de Groot, advocaat en - raadsheer in de Hoge Raad (1922-2011);
- Harry de Groot, componist;
- Hugo de Groot, rechtsgeleerde;
- Hugo de Groot, componist en dirigent;
- Huug de Groot, voetballer;
- Jan de Groot senior, bedenker van de Bossche bol (1911-1978);
- Jan de Groot, burgemeester voor de VVD;
- Jan de Groot, wielrenner;
- Jan Frans de Groot, burgemeester voor de CHU in Wijdewormer, Monnickendam en Katwoude;
  - Cees de Groot, burgemeester in Nederhorst den Berg en Ouder-Amstel;
- Jenny de Groot, fotografe;
- J.V. de Groot, pater Dominicaan, filosoof, theoloog, hoogleraar;
- Karin de Groot, presentatrice bij de KRO;
- Kees de Groot (1913-1945), verzetsstrijder
- Luc De Groot, DJ, Radiomaker bij Mi Amigo;
- Lourens de Groot, in de periode 1918-1925 lid Tweede Kamer voor de Neutrale Fractie en de Liberale Staatspartij;
- Marc de Groot (1910 - 1979), Belgisch kunstenaar;
- Marieke de Groot, Gronings onderzoekster, onderscheiden met de Ivonne van de Ven Prijs 2006;
- Paul Christiaan de Groot, toneelspeler (1878- vermoedelijk 1940);
- Paul de Groot (1899-1986), politicus;
- Pleun de Groot, voetballer;
- Ron de Groot, voetballer, assistent-trainer;
- Stefan de Groot, diskjockey;
- Sybren de Groot, natuurkundige en hoogleraar.

### Groot
- Andrea Groot, handbalster;
- Anke en George Groot, leden van Don Quishocking;
- Chantal Groot, zwemster;
- Dominik Włodzimierz Groot, alias Mr. Polska, Nederlands rapper;
- Ed Groot, journalist, columnist en politicus (Tweede Kamerlid voor PvdA);
- Ger Groot, schrijver;
- Henk Groot, voetballer;
- Jacob Groot, dichter;
- Nycke Groot, handbalster;
- Paul Groot, acteur, cabaretier en tekstschrijver;
- Paul Groot, sterrenkundige.

### Dubbele achternamen
De naam "De Groot" kan ook deel uitmaken van de achternaam, zoals bij:
- Cornets de Groot;
- Cornets de Groot van Kraayenburg;
- Hofstede de Groot (geslacht);
- Adriaan David Cornets de Groot (1804 - 1829), stelde een Javaanse grammatica op;
- Cornelis Philippus Hofstede de Groot (1829 - 1884), predikant en theoloog;
- Cornelis Hofstede de Groot (1863 - 1930), kunsthistoricus;
- Jan Cornets de Groot, vader van Hugo de Groot (1554 - 1640);
- Johan Remmet de Groot, bibliothecaris;
- Petrus Hofstede de Groot (8 oktober 1802 – 5 december 1886), theoloog;
- Rudy Cornets de Groot (1929 - 1991), literair auteur.

## Overig
- "De Groot", een windmolen in Alkmaar

## Trivia
- "Meneer De Groot", een typetje van André van Duin en Ferry de Groot in de Dik Voormekaar Show